# E non disse nemmeno una parola
E non disse nemmeno una parola (titolo orig. Und sagte kein einziges Wort) è un romanzo di Heinrich Böll uscito in anteprima, a puntate, a partire dal 4 aprile 1953 sul Frankfurter Allgemeine Zeitung e poi pubblicato lo stesso anno dall'editore Kiepenheuer und Witsch di Colonia. Il romanzo parla della situazione del dopoguerra in Germania, tematica  che si ritrova spesso nei romanzi dell'autore tedesco.

## Tema
Il romanzo è scritto in prima persona: si alternano le voci dei coniugi Fred e Käte Bogner, cosicché il lettore viene a conoscenza dei pensieri e dei sentimenti sia del marito che della moglie. 
L'opera tratta dei problemi tra i due coniugi dopo il ritorno di Fred dalla seconda guerra mondiale. Dopo la guerra i due non trovano più un comune denominatore per continuare una vita insieme e, infatti, vivono separati: Fred da solo e Käte con i tre figli in un monolocale. Mantengono però dei buoni rapporti e passano delle notti insieme in albergo. Proprio dopo una di queste notti e un lungo colloquio in cui i due si chiariscono, Fred decide di tornare a casa.
Il romanzo rispecchia i problemi di molte coppie durante il dopoguerra.
Il titolo nasce dal fatto che nel quarto capitolo Käte ascolta una canzone alla radio And he never said a mumbling word (E non disse nemmeno una parola): Böll paragona in un certo modo Käte a Gesù Cristo: come Cristo ha sopportato tante umiliazioni senza dire nemmeno una parola, così anche lei sopporta tutto senza ribellarsi.

## Edizioni italiane
- E non disse nemmeno una parola, traduzione di Italo Alighiero Chiusano, Collana Medusa, Milano, Arnoldo Mondadori Editore, 1955.
- E non disse nemmeno una parola, Collana Oscar, Milano, Mondadori, 1977.